# Premio de Arquitectura Fernando García Mercadal
El Premio de Arquitectura Fernando García Mercadal es un premio creado en 1986 el Colegio de Arquitectos de Aragón como reconocimiento del arquitecto aragonés que lleva su nombre.

## Características
Tiene por objeto destacar la arquitectura ejecutada en Aragón y reconocer las mejores respuestas a los problemas técnicos, expresivos, económicos, sociales y medioambientales. 
Hasta su décima edición solo se tenían en cuenta intervenciones en la provincia de Zaragoza, pero a partir de ese año se abrió a toda la comunidad autónoma.
El premio contempla cuatro secciones: Edificación-uso residencial; Edificación y equipamiento-uso no residencial; Rehabilitación-restauración y Arquitectura interior. El ganador anual del premio es seleccionado entre los cuatro trabajos uno de esos cuatro trabajos seleccionados por cada sección.

## Premiados
| Año             | Intervención                                                              | Localidad              | Arquitectos                                                                                                |
| --------------- | ------------------------------------------------------------------------- | ---------------------- | --- |
| 1986            | Edificio de viviendas en Barrio de Las Fuentes                            | Zaragoza               | Teófilo Martín Sáenz y Luis Fernández Ramírez                                                              |
| 1987            | Desierto                                                                  | -                      | - |
| 1988            | Sede de las Cortes de Aragón                                              | Zaragoza               | Mariano Pemán Gavín y Luis Franco Lahoz                                                                    |
| 1989            | Piscinas cubiertas "Miralbueno El Olivar"                                 | Zaragoza               | Daniel Olano Pérez y José Antonio Lorente Fernández.                                                       |
| 1990            | Rehabilitación de la Casa-Palacio Argensola                               | Zaragoza               | Fernando Aguerri Martínez                                                                                  |
| 1991            | Biblioteca Pública de Aragón                                              | Zaragoza               | Víctor López Cotelo y Carlos Puente                                                                        |
| 1992            | Desierto                                                                  | -                      | - |
| 1993            | Pabellón Polideportivo Universitario                                      | Zaragoza               | Basilio Tobías Pintre                                                                                      |
| 1994            | Rehabilitación de edificio para Residencia de ancianos y uso múltiples    | Tarazona               | Fernando Aguerri Martínez                                                                                  |
| 1995            | Ampliación de la Facultad de Derecho                                      | Zaragoza               | Basilio Tobías Pintre                                                                                      |
| 1996            | Reforma de nave para usos culturales múltiples                            | Figueruelas            | Manuel Marquínez Bernad y José Ignacio Poves Romeo                                                         |
| 1997            | Vivienda unifamiliar en Montecanal, parcela 22-25                         | Zaragoza               | Javier Ruiz-Tapiador Trallero                                                                              |
| 1998            | Bloque de viviendas, Paseo Longares, 35                                   | Zaragoza               | Elena Vailino y Juan Manuel Castillo                                                                       |
| 1999            | Remodelación de la sede de la Escuela Superior de Turismo                 | Zaragoza               | Joaquín Sicilia Carnicer                                                                                   |
| 2000            | Edificio de viviendas Ariane, avda. Gómez Laguna, 44-45                   | Zaragoza               | Luis Franco Lahoz, José María Lahuerta y Mariano Pemán                                                     |
| 2001            | Transformación de cobertizo agrícola en vivienda, C/ San Miguel           | Zuera                  | Iñaki Alday Sanz y Margarita Jover Biboum                                                                  |
| 2002            | Reforma de borda unifamiliar                                              | Bisaurri               | Antonio Sanmartin G. de Azcón y Elena Cánovas Méndez                                                       |
| 2003            | Reforma del Ayuntamiento                                                  | Graus                  | Alejandro Royo Iglesias y Ramón Solana Montero                                                             |
| 2004 (ex aequo) | Edificio de rotativa y centro de distribución de Heraldo de Aragón        | Villanueva de Gállego  | Laura Colmenares Vilata, Silvia Colmenares Vilata, Julián Colmenares Juderías y Mª Dolores Vilata Arellano |
| 2004 (ex aequo) | Nuevos juzgados                                                           | Calatayud              | Ignacio Mendaro Corsini                                                                                    |
| 2005            | Centro Cultural "El Molino"                                               | Utebo                  | Iñaki Alday Sanz y Margarita Jover Biboum                                                                  |
| 2006            | Edificio de viviendas C/ Siena y C/ de las Balsas de Chirín               | Huesca                 | Francisco Lacruz Abad y Alejandro San Felipe Berna                                                         |
| 2007            | Edificio de viviendas c/ Nuevo Parque s/n                                 | Zaragoza               | Ángel Comeras Serrano y Javier Gracia Marzo.                                                               |
| 2008            | Centro de salud Actur Oeste "Amparo Poch"                                 | Zaragoza               | José Antonio Alfaro Lera, Pablo de la Cal Nicolás, Carlos Labarta Aizpún y Gabriel Oliván Bascones         |
| 2009            | Pabellón de España en Expo Zaragoza 2008                                  | Zaragoza               | Francisco José Mangado Beloqui                                                                             |
| 2010            | Ayuntamiento de Binéfar                                                   | Binéfar                | Alberto Casado Calonge                                                                                     |
| 2011            | Fundación Laboral de la Construcción                                      | Villanueva de Gállego  | Mamen Escorihuela, Miguel Alonso, Roberto Erviti y José Antonio Sacristán                                  |
| 2012            | Centro de interpretación                                                  | Sabayés                | Sixto Marín Gavín                                                                                          |
| 2013            | Facultad de Ciencias de la Salud. Universidad San Jorge                   | Villanueva de Gállego  | Javier Pérez Herreras y Javier Quintana de Uña                                                             |
| 2014            | Centro de Investigación Biomédica de Aragón (CIBA)                        | Zaragoza               | Javier Fresneda y Javier Sanjuán                                                                           |
| 2015            | CaixaForum                                                                | Zaragoza               | Carme Pinós                                                                                                |
| 2016            | Tanatorio municipal                                                       | El Burgo de Ebro       | Juan Carlos Salas Ballestín                                                                                |
| 2017            | Reforma de edificio para vivienda unifamiliar con garaje y patio interior | Ejea de los Caballeros | Cruz Díez García                                                                                           |
| 2018            | Casa en Tres Primaveras                                                   | Jarque de la Val       | David Sebastián Uclés                                                                                      |
| 2019            | Colegio Público Integrado Arcosur                                         | Zaragoza               | Jaime y Francisco Javier Magén Pardo                                                                       |
| 2020            | Rehabilitación de un antiguo hotel para edificio con viviendas            | Panticosa              | Marie-Claude Tourillon                                                                                     |
| 2021            | Rehabilitación de edificio residencial en Paseo Ruiseñores                | Zaragoza               | Natalia Clúa, María Pilar Longás, Jaime Clúa y Julio Clúa                                                  |
| 2022            | Ampliación y reforma de la Sede Social de la MAZ                          | Zaragoza               | Sergio Sebastián Franco de Sebastián Arquitectos                                                           |
| 2023            | Casa AI_Vivienda unifamiliar aislada                                      | Zaragoza               | Sergio Sebastián Franco de Sebastián Arquitectos                                                           |